# Les Moitiers-en-Bauptois
Les Moitiers-en-Bauptois är en kommun i departementet Manche i regionen Normandie i norra Frankrike. Kommunen ligger i kantonen Saint-Sauveur-le-Vicomte som tillhör arrondissementet Cherbourg. År 2018 hade Les Moitiers-en-Bauptois 318 invånare.

## Befolkningsutveckling
Antalet invånare i kommunen Les Moitiers-en-Bauptois
| Referens: INSEE |